# Nandy
Pour les articles homonymes, voir Nandy (homonymie).
Nandy est une commune française située dans le département de Seine-et-Marne en région Île-de-France.

## Géographie

### Localisation
Nandy est située à 10 km au nord-ouest de Melun.

### Communes limitrophes
| Saint-Pierre-du-Perray (Essonne)                           |            | Savigny-le-Temple |
| Morsang-sur-Seine (Essonne) Le Coudray-Montceaux (Essonne) | Nandy      |                   |
| Saint-Fargeau-Ponthierry                                   | Seine-Port |                   |

### Géologie et relief
La commune est classée en zone de sismicité 1, correspondant à une sismicité très faible. L'altitude varie de 37 mètres à 87 mètres pour le point le plus haut, le centre du bourg se situant à environ 82 mètres d'altitude (mairie).
Plus de 82 % du territoire est composé de forêts, de bois et d'espaces verts. Au sud-ouest, derrière la forêt de Rougeau qui occupe toute la partie ouest, la commune s'étend jusqu'à la Seine sur 2,6 km.

### Hydrographie

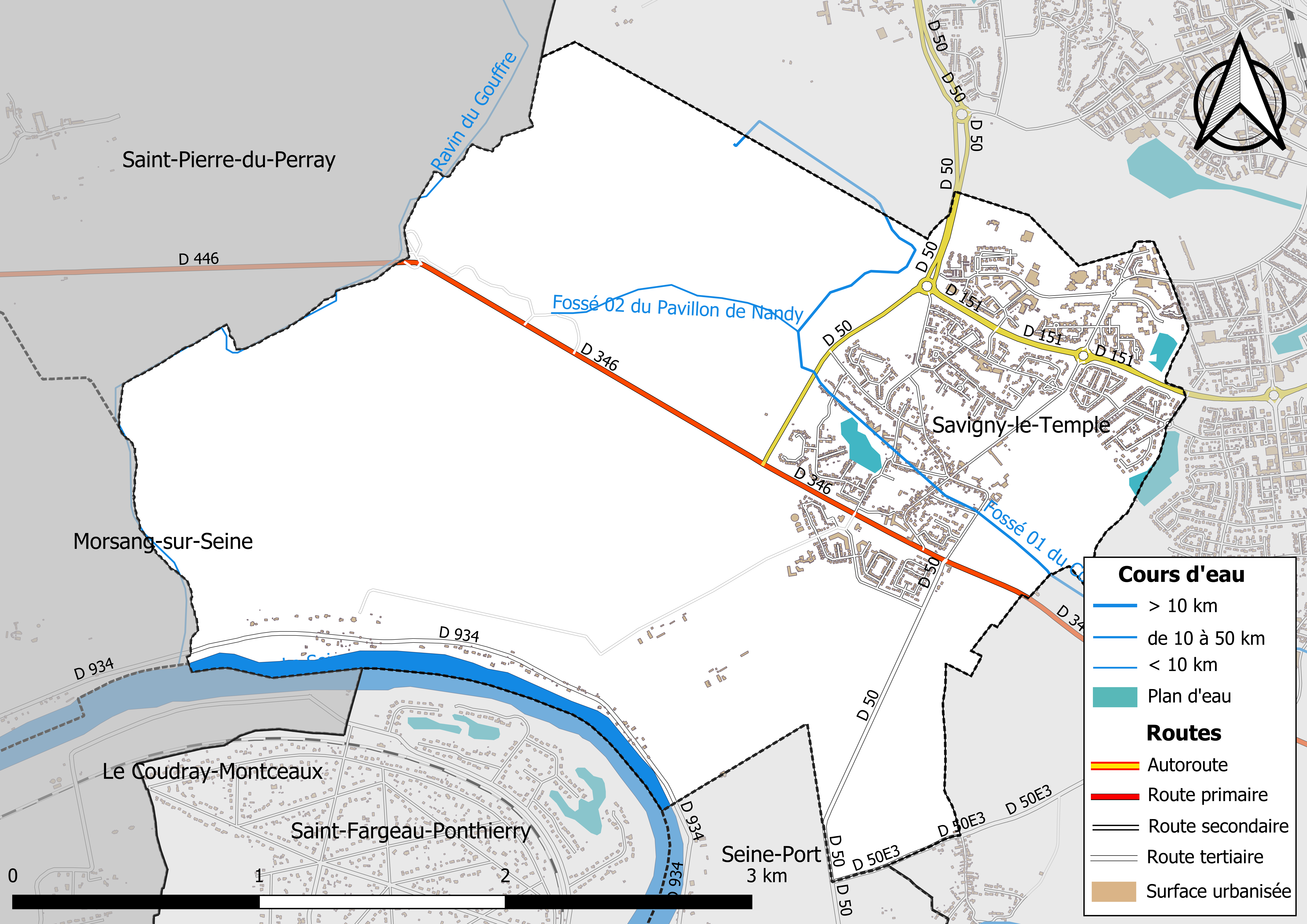
Carte des réseaux hydrographique et routier de Nandy.

Le réseau hydrographique de la commune se compose de quatre cours d'eau référencés :
- la Seine, fleuve long de 774,76 km[3] ;
  - le ravin du Gouffre, 4,86 km[4], affluent de la Seine ;
- le fossé 02 du Pavillon de Nandy, 1,07 km[5] ;
- le fossé 01 du Couleuvrain, 5,24 km[6], qui conflue avec le ru de Balory.

La longueur totale des cours d'eau sur la commune est de 4,65 km.
Quatre étangs, celui de la Sablonnière, du Balory, de l'école des Bois et de la Place de la Moisson, sont situés autour et dans la ville.

### Climat
Pour des articles plus généraux, voir Climat de l'Île-de-France et Climat de Seine-et-Marne.
En 2010, le climat de la commune est de type climat océanique dégradé des plaines du Centre et du Nord, selon une étude du CNRS s'appuyant sur une série de données couvrant la période 1971-2000. En 2020, Météo-France publie une typologie des climats de la France métropolitaine dans laquelle la commune est exposée à un climat océanique altéré et est dans la région climatique Sud-ouest du bassin Parisien, caractérisée par une faible pluviométrie, notamment au printemps (120 à 150 mm) et un hiver froid (3,5 °C).
Pour la période 1971-2000, la température annuelle moyenne est de 11,1 °C, avec une amplitude thermique annuelle de 15,4 °C. Le cumul annuel moyen de précipitations est de 672 mm, avec 10,7 jours de précipitations en janvier et 7,8 jours en juillet. Pour la période 1991-2020, la température moyenne annuelle observée sur la station météorologique la plus proche, située sur la commune de Seine-Port à 3 km à vol d'oiseau, est de 11,3 °C et le cumul annuel moyen de précipitations est de 673,1 mm,. Pour l'avenir, les paramètres climatiques de la commune estimés pour 2050 selon différents scénarios d'émission de gaz à effet de serre sont consultables sur un site dédié publié par Météo-France en novembre 2022.
| Mois                                  | jan.           | fév.             | mars          | avril           | mai             | juin          | jui.            | août           | sep.            | oct.            | nov.           | déc.             | année     |
| ------------------------------------- | -------------- | ---------------- | ------------- | --------------- | --------------- | ------------- | --------------- | -------------- | --------------- | --------------- | -------------- | ---------------- | --------- |
| Température minimale moyenne (°C)     | 1              | 0,5              | 2,5           | 4,5             | 8,2             | 11            | 13,1            | 12,7           | 9,5             | 7               | 3,7            | 1,3              | 6,3       |
| Température moyenne (°C)              | 4              | 4,5              | 7,6           | 10,5            | 14,3            | 17,3          | 19,5            | 19,3           | 15,6            | 11,8            | 7,2            | 4,2              | 11,3      |
| Température maximale moyenne (°C)     | 7              | 8,5              | 12,8          | 16,4            | 20,3            | 23,6          | 25,9            | 25,8           | 21,6            | 16,5            | 10,7           | 7,1              | 16,4      |
| Record de froid (°C) date du record   | −20 17.01.1985 | −17,3 14.02.1956 | −12 01.03.05  | −7 04.04.1973   | −2 08.05.1997   | 1 04.06.01    | 3,4 08.07.1954  | 1,9 28.08.1974 | −1,7 17.09.1971 | −5,5 29.10.1997 | −11 24.11.1998 | −15,1 29.12.1964 | −20 1985  |
| Record de chaleur (°C) date du record | 17 13.01.1998  | 21,5 24.02.1990  | 27 25.03.1955 | 30,2 29.04.1955 | 33,6 28.05.1954 | 37,5 27.06.11 | 40,4 01.07.1952 | 40,5 12.08.03  | 34,2 16.09.1961 | 30,5 01.10.1985 | 23 01.11.14    | 18 04.12.1953    | 40,5 2003 |
| Précipitations (mm)                   | 52,3           | 46,9             | 48,4          | 50,9            | 63,7            | 60,1          | 54,6            | 53,4           | 52,3            | 60,9            | 60,3           | 69,3             | 673,1     |

### Milieux naturels et biodiversité
L’inventaire des zones naturelles d'intérêt écologique, faunistique et floristique (ZNIEFF) a pour objectif de réaliser une couverture des zones les plus intéressantes sur le plan écologique, essentiellement dans la perspective d’améliorer la connaissance du patrimoine naturel national et de fournir aux différents décideurs un outil d’aide à la prise en compte de l’environnement dans l’aménagement du territoire.
Le territoire communal de Nandy comprend une ZNIEFF de type 1,,, 
le « Coteau de Seine à Nandy et Morsang » (98,99 ha), couvrant 4 communes dont 2 en Seine-et-Marne, 1 dans les Yvelines et 1 dans l'Essonne.
, et deux ZNIEFF de type 2, : 
- la « Forêt de Rougeau » (1 077,03 ha), couvrant 5 communes dont 2 en Seine-et-Marne et 3 dans l'Essonne[16] ;
- la « vallée de Seine de Saint-Fargeau à Villeneuve-Saint-Georges » (1 603,84 ha), couvrant 21 communes dont 2 en Seine-et-Marne, 16 dans l'Essonne et 3 dans le Val-de-Marne[17].

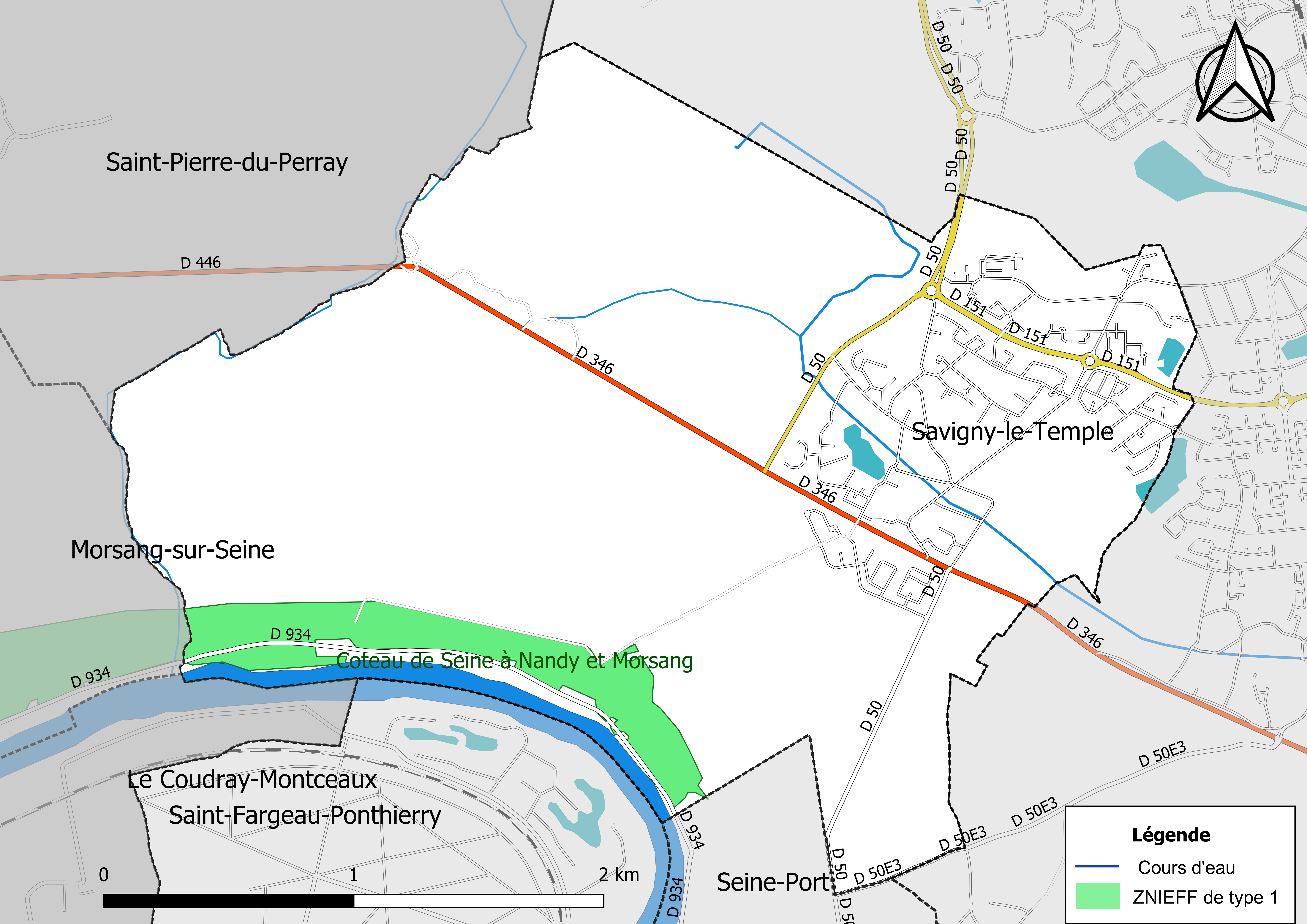
Carte des ZNIEFF de type 1 de la commune.
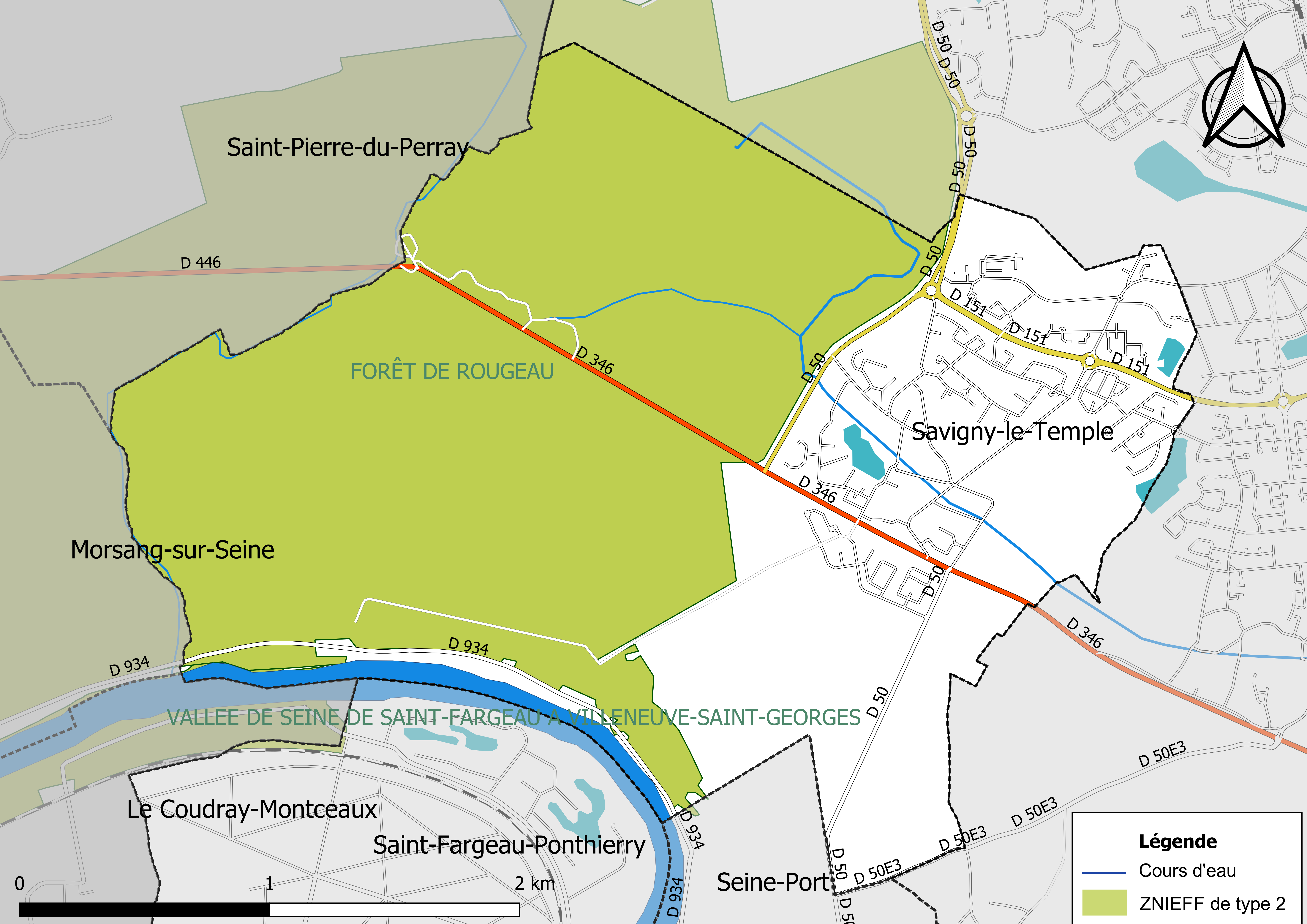
Carte des ZNIEFF de type 2 de la commune.

## Urbanisme

### Typologie
Au 1er janvier 2024, Nandy est catégorisée centre urbain intermédiaire, selon la nouvelle grille communale de densité à sept niveaux définie par l'Insee en 2022.
Elle appartient à l'unité urbaine de Paris, une agglomération inter-départementale regroupant 407  communes, dont elle est une commune de la banlieue,,. Par ailleurs la commune fait partie de l'aire d'attraction de Paris, dont elle est une commune de la couronne,. Cette aire regroupe 1 929 communes,.

### Lieux-dits et écarts
La commune compte 21 lieux-dits administratifs répertoriés consultables ici dont le Pavillon Royal.

### Quartiers
La ville est divisée en quatre quartiers : le Balory, Villemur, les Bois et la Forêt.

### Occupation des sols
L'occupation des sols de la commune, telle qu'elle ressort de la base de données européenne d’occupation biophysique des sols Corine Land Cover (CLC), est marquée par l'importance des forêts et milieux semi-naturels (64,8 % en 2018), une proportion identique à celle de 1990 (64,8 %). La répartition détaillée en 2018 est la suivante : 
forêts (64,8% ), zones urbanisées (17,4% ), terres arables (11,4% ), espaces verts artificialisés, non agricoles (3,6% ), eaux continentales (2,7% ), zones agricoles hétérogènes (0,1 %).
Parallèlement, L'Institut Paris Région, agence d'urbanisme de la région Île-de-France, a mis en place un inventaire numérique de l'occupation du sol de l'Île-de-France, dénommé le MOS (Mode d'occupation du sol), actualisé régulièrement depuis sa première édition en 1982. Réalisé à partir de photos aériennes, le Mos distingue les espaces naturels, agricoles et forestiers mais aussi les espaces urbains (habitat, infrastructures, équipements, activités économiques, etc.) selon une classification pouvant aller jusqu'à 81 postes, différente de celle de Corine Land Cover,,. L'Institut met également à disposition des outils permettant de visualiser par photo aérienne l'évolution de l'occupation des sols de la commune entre 1949 et 2018.

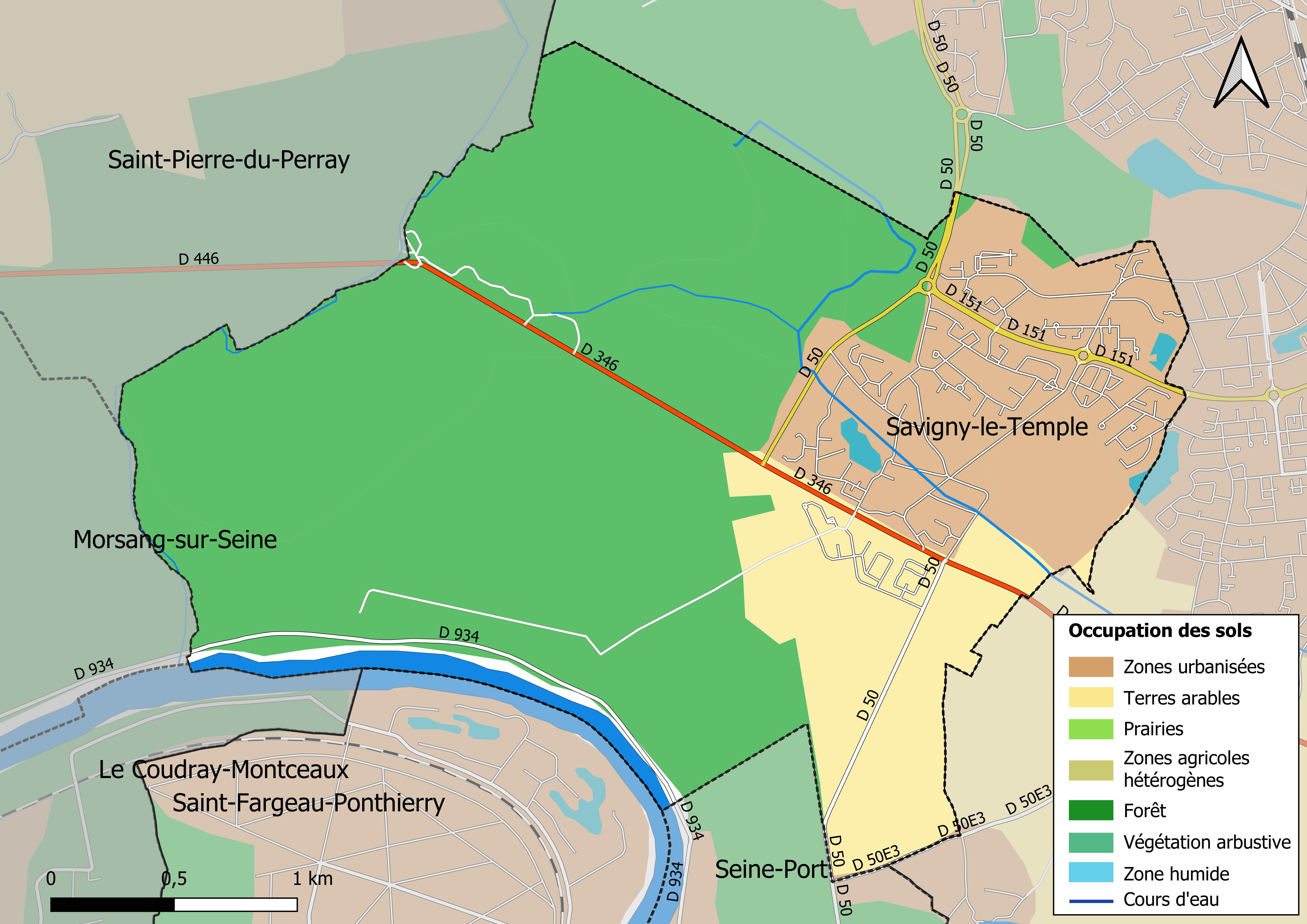
Carte des infrastructures et de l'occupation des sols en 2018 (CLC) de la commune.
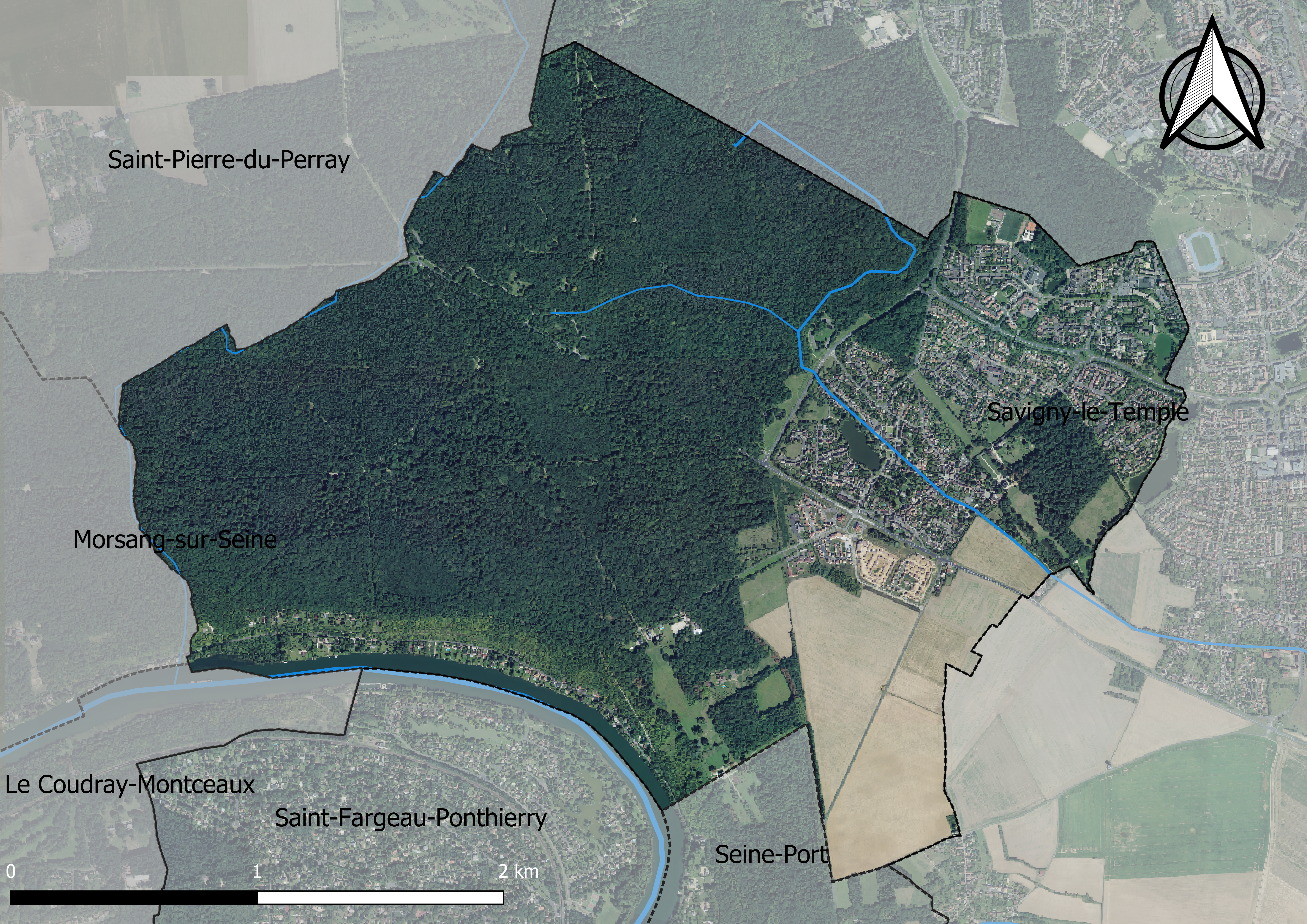
Carte orhophotogrammétrique de la commune.

### Planification
La loi SRU du 13 décembre 2000 a incité les communes à se regrouper au sein d’un établissement public, pour déterminer les partis d’aménagement de l’espace au sein d’un SCoT, un document d’orientation stratégique des politiques publiques à une grande échelle et à un horizon de 20 ans et s'imposant aux documents d'urbanisme locaux, les PLU (Plan local d'urbanisme). La commune est dans le territoire du SCOT Sénartdont l'étude a été engagée en 2013, portée par le syndicat mixte de Sénart Val de Seine (SYMSEVAS).
La commune, en 2019, avait engagé l'élaboration d'un plan local d'urbanisme.

### Logement
En 2016, le nombre total de logements dans la commune était de 2 139 dont 69,8 % de maisons et 30,1 % d’appartements.
Parmi ces logements, 95,7 % étaient des résidences principales, 1,5 % des résidences secondaires et 2,7 % des logements vacants.
La part des ménages fiscaux propriétaires de leur résidence principale s’élevait à 63,1 % contre 36 % de locataires, dont 31 % de logements HLM loués vides (logements sociaux) et 1 % logés gratuitement.

### Voies de communication et transports

#### Voies routières
Les routes départementales D 346 (qui va jusqu'à Melun au sud et à Corbeil-Essonnes au nord en passant par la forêt de Rougeau) et la D 50 (qui va jusqu'au centre commercial Carré Sénart) sont ses deux routes principales. La D 50 permet également de joindre la sortie 10 de l'A5, et le centre de Sénart.

#### Transports en commun
La commune est desservie par la gare de Savigny-le-Temple - Nandy de la branche Melun (D2) de la ligne D du RER, située sur la commune voisine de Savigny-le-Temple.
Nandy est desservie par des lignes du réseau de bus de Sénart :
- la ligne 3702 (ex-Citalien) qui relie Lieusaint à Melun ;
- la ligne 3734, qui relie la gare de Savigny-le-Temple - Nandy à la Z.A.E. de Nandy ;
- la ligne 3737, qui relie la gare de Savigny-le-Temple - Nandy au quartier de la Sablonnière à Nandy ;
- la ligne 3773, qui relie la gare de Savigny-le-Temple - Nandy au lycée Sonia-Delaunay de Cesson-Vert-Saint-Denis. Elle marque un arrêt à la gare de Cesson ;
- la ligne 3776, qui relie le quartier de Plessis-le-Roi à Savigny au collège de Voisenon en passant par la gare de Savigny-le-Temple et Nandy.

## Toponymie
Le nom apparaît sous les formes J. de Nanziaco en 1234 ; G. de Nanziaco en ; puis Nandi en 1392.
De la racine gauloise nanto signifiant, « vallée, ruisseau ou rivière ». Nandy est sur un ru, au-dessus d'un méandre de la Seine.
Pour Dauzat et Rostaing (op. cit.), « le d fait difficulté ». Le nom pourrait être construit sur le nom de personne gaulois Nantios (nom attesté) avec le suffixe locatif d'origine gauloise -aco et signifierait "le domaine de Nantios", ce qui correspondrait à une série toponymique assez fréquente en France (c.f. Nancy, Nançay, par exemple). Une formation sur un nom comme Nandius expliquerait le d, mais Nandius n'est pas un nom de personne attesté.
La règle d'affaiblissement du -t entre deux voyelles vers le -d, commune à plusieurs langues latines pourrait toutefois expliquer ce glissement.

## Histoire
En 1522, l'abbaye du Pont-aux-Dames répond aux questionnaires des officiers royaux et déclare percevoir pour : « les héritaiges, terres, prez, bois, cens, et rentes assis à Nandy et environs, baillés à année pour huict livres tournois de rente au jour de saint Martin pour chascun an, montant desdits héritaiges, à cinquante-sept arpents, trois quartiers, quinze perches et quinze arpents de bois, taillis, avec les cens, rentes champarts, justice moyenne et basse que tient et occupe à présent noble homme Charles de l'Hospital, à charge que dessus pour ce cens et rente ».
Le 14 décembre 1789, l'Assemblée nationale décrète la constitution des municipalités. Le 22 décembre 1789, la commune de Nandy se trouve rattachée au canton de Vert-Saint-Denis relevant du district de Melun, lui-même partie intégrante du département de la Brie et du Gâtinais.
Le 4 mai 1790, le département prend le nom de Seine-et-Marne. En 1791, le chef-lieu de canton passe à Boissise-la-Bertrand.
En 1799, Nandy est rattachée à l'arrondissement de Melun. En 1800, Nandy fait partie du canton de Melun-Nord.
Enfin, le 28 octobre 1975, Nandy est rattachée au nouveau canton de Savigny-le-Temple.
Adhésion en 1973 à l'Établissement public d'aménagement de la Ville Nouvelle de Sénart.

## Politique et administration

### Liste des maires
| Période        | Période            | Identité                  | Étiquette | Qualité |
| -------------- | ------------------ | ------------------------- | --------- | --- |
| 1790           | 1793               | Pierre Radingant          |           | |
| 1793           | 1794               | Louis Audinot             |           | |
| 1794           | 1799               | Léonard Thomas            |           | |
| 1799           | 1803               | Emmanuel Duclos           |           | |
| 1803           | 1824               | Lucien Julien de Perthuis |           | |
| 1824           | 1831               | Lucien Edmond de Perthuis |           | |
| octobre 1831   | octobre 1840       | Augustin Thomas           |           | |
| octobre 1840   | janvier 1852       | Louis Joseph Lefebvre     |           | |
| janvier 1852   | mai 1856           | Roland Philippe Roger     |           | |
| mai 1856       | août 1865          | Louis Danger              |           | |
| août 1865      | mai 1871           | Charles Colin             |           | |
| mai 1871       | octobre 1876       | Ovide Frédéric Breger     |           | |
| octobre 1876   | janvier 1881       | Eugène Thierry Heurton    |           | |
| janvier 1881   | mai 1887           | Joseph Désiré Couste      |           | |
| mai 1887       | mai 1896           | François Eugène Lefebvre  |           | |
| mai 1896       | septembre 1896     | Jean Florand              |           | |
| septembre 1896 | juillet 1898       | Antoine Charpagne         |           | |
| juillet 1898   | octobre 1906       | Emile Daguet              |           | |
| octobre 1906   | octobre 1919       | Pierre Revol              |           | |
| octobre 1919   | mai 1925           | Achille Zenard            |           | |
| mai 1925       | septembre 1929     | Henri Tocanne             |           | |
| septembre 1929 | juin 1930          | Joseph Martel             |           | |
| juin 1930      | mai 1935           | Gustave Mazure            |           | |
| mai 1935       | février 1944       | Adonis Heurton            |           | |
| février 1944   | novembre 1956      | Raimond Danger            |           | |
| novembre 1956  | janvier 1976       | Robert Cousin             |           | |
| janvier 1976   | mars 1977          | Daniel Dreyfous-Ducas     | RPR       | Ancien député de la Seine (1958-1962) Compagnon de la Libération                                                                       |
| mars 1977      | mars 1983          | Goulven Huon de Kermadec  |           | |
| mars 1983      | avril 1998 (décès) | Michel Rougé              | PS        | |
| avril 1998     | En cours           | René Réthoré              | PS        | Inspecteur général de la Ville de Paris 3e vice-président de la CA de Sénart (? → 2016) 9e vice-président de Grand Paris Sud (2016 → ) |

### Jumelages
- Tiguent El Jedid (Mauritanie).

## Équipements et services

### Eau et assainissement
L’organisation de la distribution de l’eau potable, de la collecte et du traitement des eaux usées et pluviales relève des communes. La loi NOTRe de 2015 a accru le rôle des EPCI à fiscalité propre en leur transférant cette compétence. Ce transfert devait en principe être effectif au 1er janvier 2020, mais la loi Ferrand-Fesneau du 3 août 2018 a introduit la possibilité d’un report de ce transfert au 1er janvier 2026,.

#### Assainissement des eaux usées
En 2020, la commune de Nandy gère le service d’assainissement collectif (collecte et ) en régie directe, c’est-à-dire avec ses propres personnels.
L’assainissement non collectif (ANC) désigne les installations individuelles de traitement des eaux domestiques qui ne sont pas desservies par un réseau public de collecte des eaux usées et qui doivent en conséquence traiter elles-mêmes leurs eaux usées avant de les rejeter dans le milieu naturel. La communauté de communes de la Bassée - Montois (CCBM) assure pour le compte de la commune le service public d'assainissement non collectif (SPANC), qui a pour mission de vérifier la bonne exécution des travaux de réalisation et de réhabilitation, ainsi que le bon fonctionnement et l’entretien des installations,.

#### Eau potable
En 2020, l'alimentation en eau potable est assurée par la Communauté d'agglomération Grand Paris Sud Seine Essonne Sénart qui en a délégué la gestion à une entreprise privée, dont le contrat expire le 31 décembre 2021,.

#### Enseignement
Nandy est située dans l'académie de Créteil (Zone C). La commune possède 5 établissements scolaires publics :
- École élémentaire Les bois,
- École maternelle Les bois,
- École primaire Le Balory,
- École primaire Villemur,
- Collège Robert Buron

,

## Population et société

### Démographie
L'évolution du nombre d'habitants est connue à travers les recensements de la population effectués dans la commune depuis 1793. Pour les communes de moins de 10 000 habitants, une enquête de recensement portant sur toute la population est réalisée tous les cinq ans, les populations de référence des années intermédiaires étant quant à elles estimées par interpolation ou extrapolation. Pour la commune, le premier recensement exhaustif entrant dans le cadre du nouveau dispositif a été réalisé en 2007.

En 2022, la commune comptait 6 322 habitants, en évolution de +5,79 % par rapport à 2016 (Seine-et-Marne : +3,92 %, France hors Mayotte : +2,11 %).
| 1793 | 1800 | 1806 | 1821 | 1831 | 1836 | 1841 | 1846 | 1851 |
| ---- | ---- | ---- | ---- | ---- | ---- | ---- | ---- | ---- |
| 250  | 358  | 327  | 340  | 391  | 393  | 420  | 442  | 438  |

| 1856 | 1861 | 1866 | 1872 | 1876 | 1881 | 1886 | 1891 | 1896 |
| ---- | ---- | ---- | ---- | ---- | ---- | ---- | ---- | ---- |
| 461  | 472  | 470  | 401  | 395  | 400  | 352  | 355  | 334  |

| 1901 | 1906 | 1911 | 1921 | 1926 | 1931 | 1936 | 1946 | 1954 |
| ---- | ---- | ---- | ---- | ---- | ---- | ---- | ---- | ---- |
| 348  | 377  | 308  | 286  | 339  | 386  | 357  | 362  | 406  |

| 1962 | 1968 | 1975 | 1982  | 1990  | 1999  | 2006  | 2007  | 2012  |
| ---- | ---- | ---- | ----- | ----- | ----- | ----- | ----- | ----- |
| 397  | 349  | 327  | 1 548 | 5 429 | 6 159 | 5 935 | 5 903 | 5 888 |

| 2017  | 2022  | - | - | - | - | - | - | - |
| ----- | ----- | - | - | - | - | - | - | - |
| 6 042 | 6 322 | - | - | - | - | - | - | - |

### Enseignement
- Groupe scolaire du Balory, rue des Pêcheurs.
- Groupe scolaire de Villemur, avenue de Villemur.
- Groupe scolaire des Bois, rue des 18-Sous.
- Collège Robert-Buron, rue des 18-Sous.

### Sports
Le stade Michel-Rougé accueille le club de football de Nandy, aux couleurs jaunes et bleues, qui fut créé le 31 mai 1992. Il est aussi équipé de terrains de tennis, dont plusieurs sont couverts.
Le gymnase de l'Espace Montand, peu éloigné du stade, dans le quartier des Bois, accueille les élèves du collège Robert-Buron, du groupe scolaire des Bois, et de nombreuses associations sportives. Il possède un mur d'escalade, des tribunes et trois vestiaires.
La Maison des arts et de la danse, elle aussi située dans le quartier des Bois, est occupée par l'École de danse, le Billard Club Nandéen.
Le gymnase du Balory est situé sur la rue des Pêcheurs.

## Économie

### Revenus de la population et fiscalité
En 2017, le nombre de ménages fiscaux de la commune était de 2 140 (dont 61 % imposés), représentant 6 366 personnes et la  médiane du revenu disponible par unité de consommation  de 22 360 euros.

### Emploi
En 2017 , le nombre total d’emplois dans la zone était de 711, occupant 2 702 actifs  résidants.
Le taux d'activité de la population (actifs ayant un emploi) âgée de 15 à 64 ans s'élevait à 67,3 % contre un taux de chômage de 8,6 %.
Les 24,1 % d’inactifs se répartissent de la façon suivante : 11,8 % d’étudiants et stagiaires non rémunérés, 5,1 % de retraités ou préretraités et 7,2 % pour les autres inactifs.

### Entreprises et commerces
En 2018, le nombre d'établissements actifs était de 249 dont 7 dans l’industrie manufacturière, industries extractives et autres, 24 dans la construction, 74 dans le commerce de gros et de détail, transports, hébergement et restauration, 14 dans l’information et communication, 4 dans les activités financières et d'assurance, 7 dans les activités immobilières, 60 dans les activités spécialisées, scientifiques et techniques et activités de services administratifs et de soutien, 29 dans l’administration publique, enseignement, santé humaine et action sociale et 30  étaient relatifs aux autres activités de services.
En 2019,  53 entreprises ont été créées sur le territoire de la commune, dont 42 individuelles.

### Secteurs d'activité

#### Agriculture
Nandy est dans la petite région agricole dénommée la « Brie française », (ou Basse-Brie), une partie de la Brie autour de Brie-Comte-Robert. En 2010, l'orientation technico-économique de l'agriculture sur la commune est la culture de céréales et d'oléoprotéagineux (COP).
Si la productivité agricole de la Seine-et-Marne se situe dans le peloton de tête des départements français, le département enregistre un double phénomène de disparition des terres cultivables (près de 2 000 ha par an dans les années 1980, moins dans les années 2000) et de réduction d'environ 30 % du nombre d'agriculteurs dans les années 2010. Cette tendance n'est pas confirmée au niveau de la commune qui voit le nombre d'exploitations rester constant entre 1988 et 2010. Parallèlement, la taille de ces exploitations augmente, passant de 2 ha en 1988 à 196 ha en 2010.
Le tableau ci-dessous présente les principales caractéristiques des exploitations agricoles de Nandy, observées sur une période de 22 ans : 
|                                      | 1988 | 2000 | 2010 |
| ------------------------------------ | ---- | ---- | ---- |
| Dimension économique,                |      |      |      |
| Nombre d’exploitations (u)           | 1    | 1    | 1    |
| Travail (UTA)                        | 1    | 1    | 2    |
| Surface agricole utilisée (ha)       | 2    | 225  | 196  |
| Cultures                             |      |      |      |
| Terres labourables (ha)              | 0    | s    | s    |
| Céréales (ha)                        | 0    | s    | s    |
| dont blé tendre (ha)                 | 0    | s    | s    |
| dont maïs-grain et maïs-semence (ha) | 0    | s    | s    |
| Tournesol (ha)                       | 0    |      |      |
| Colza et navette (ha)                | 0    | s    | s    |
| Élevage                              |      |      |      |
| Cheptel (UGBTA)                      | 9    | 13   | 3    |

## Culture locale et patrimoine

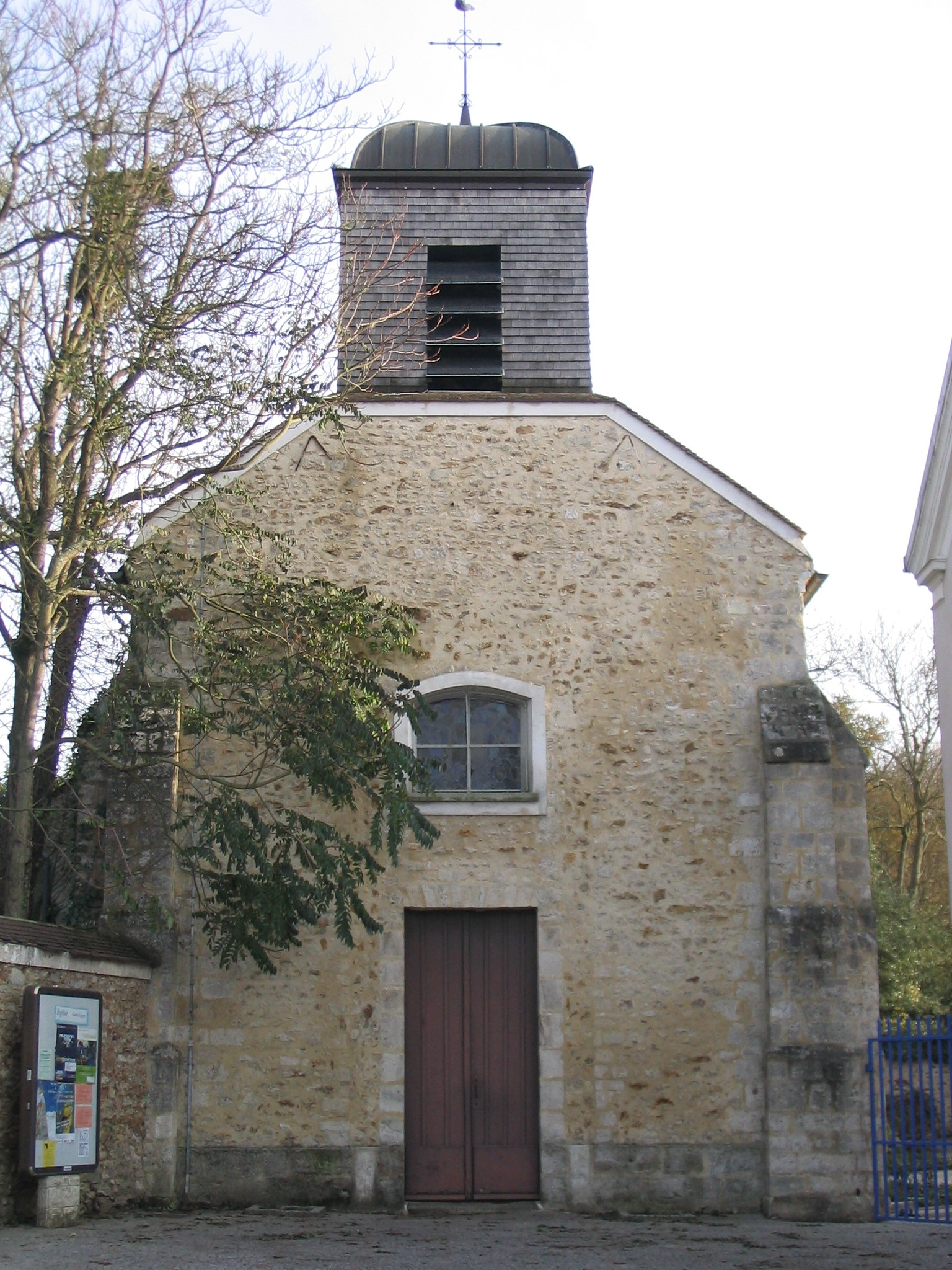
Église de Nandy.

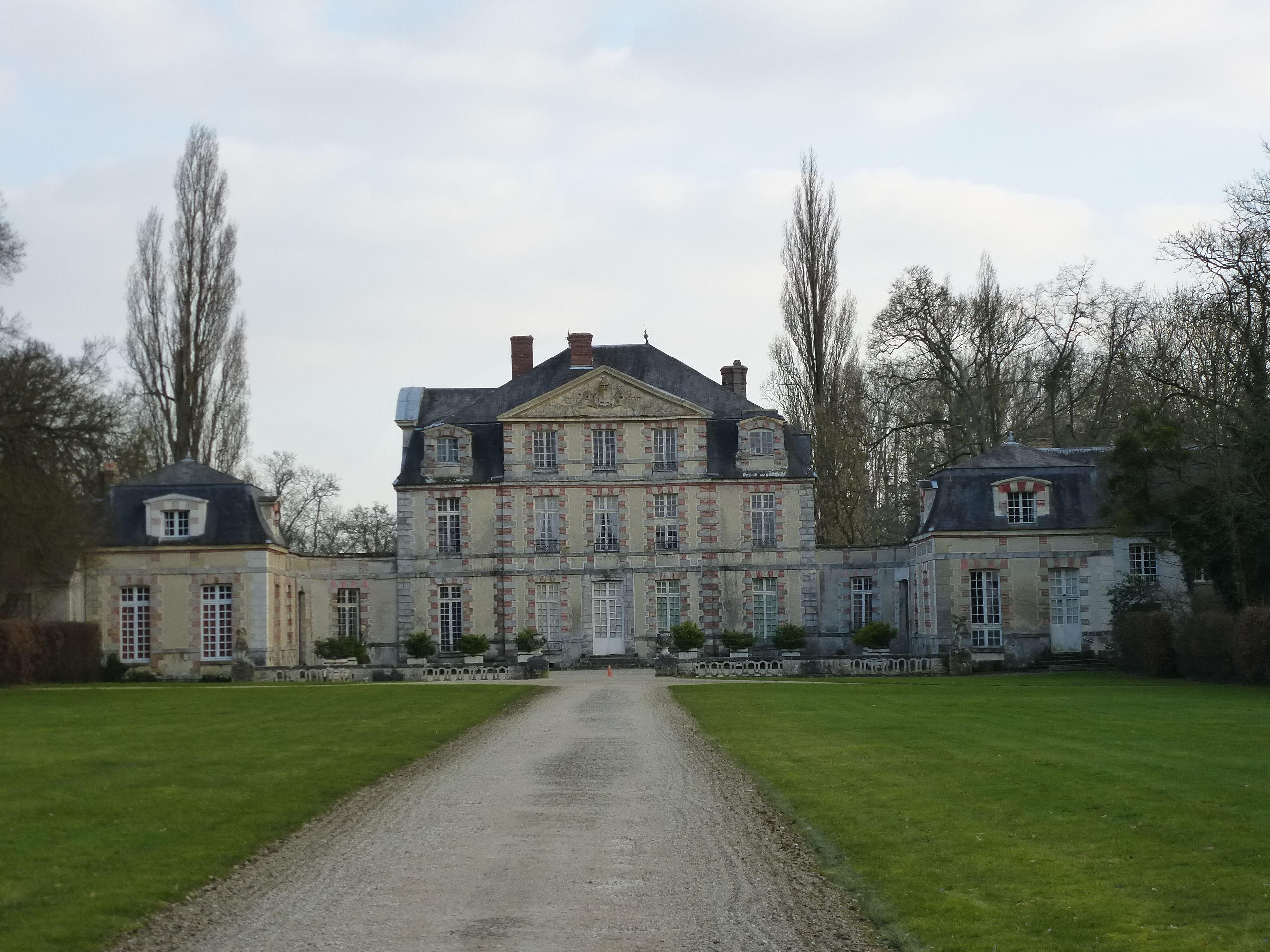
Château de Nandy.

### Lieux et monuments
- Église Saint-Léger, édifiée au XIIIe siècle[57], inscrite au titre des monuments historiques en 1926.
- Le château de Nandy, reconstruit au XVIIe siècle par Louis de L'Hospital, classé au titre des monuments historiques en 1968.
- Allée du Pavillon-Royal (parc aménagé ouvert au public).
- Forêt régionale de Rougeau.
- Deux pirogues monoxyles, datées de 7040-6620 et 7040-6620 av J.C. ont été trouvées dans la Seine en 1994 et y sont toujours[58].

### Patrimoine culturel

#### Nandy et le cinéma
Le château de Nandy a servi aux tournages de plusieurs films dont Le Bourgeois gentilhomme (un téléfilm datant de 1968 dans lequel le château campe celui de Monsieur Jourdain), Le Gendarme en balade (le château où Ludovic Cruchot passe le début de sa retraite forcée), La situation est grave… mais pas désespérée de Jacques Besnard, Arsène Lupin de Jean-Paul Salomé, Les Aristos de Charlotte de Turckheim, Le retour du Héros de Laurent Tirard, la série Joséphine ange gardien dans l'épisode 4 de la saison 9 intitulé Noble cause (2005) mais aussi plusieurs films de Marc Dorcel.

### Personnalités liées à la commune
- Maurice Dorléac (1901-1979) et Renée Simonot (1911-2021) y ont acheté une maison en 1950 et y venaient pour leurs vacances accompagnés de leurs filles.
- Catherine Deneuve (1943- ), fille des précédents, y est venue enfant avec ses parents et en parle dans ses mémoires.
- Axel Reymond (1994- ), nageur, champion d'Europe du 25 km en eau libre à Berlin en 2014, y résida.
- Geoffrey Kondogbia (1993- ), joueur international de football, y passa son enfance.